# João de Castro (governador do Algarve)
João de Castro foi o governador das armas do Reino do Algarve a partir de 1614 e pelo menos até 1621. Entre outras das suas medidas, destaca-se o reforço das muralhas de Faro e ordenado a edificação do Forte de Santa Catarina em Portimão em 1621.